# Les Élans du cœur
Les Élans du cœur est un roman de Félicien Marceau paru le 29 septembre 1955 aux éditions Gallimard et ayant reçu le prix Interallié la même année.

## Résumé
Un antiquaire, marié et père de famille, a une courte liaison avec Denise, jeune fille timide qu'il avait engagée par dépit. Délaissée, Denise se mure dans le silence pendant que ses parents la murent — littéralement — dans sa chambre.

## Éditions
- Les Élans du cœur, éditions Gallimard, 1955,  (ISBN 2070241688).